# NHKラジオ夕刊
『NHKラジオ夕刊』（NHKラジオゆうかん）は、NHKラジオ第1放送で1992年4月6日から2008年3月28日まで平日夕方18時台（18:00 - 18:50）に放送されていたニュースワイド番組。

## 概要
解説委員が週代わりで「編集長」として出演。その日1日のニュースや経済情報を伝えるほか、他の解説委員による解説やゲストとの対談を交えて展開。
1992年4月放送開始当初は、土・日曜日も放送されていたが後に平日のみとなった。
なお8月を除く年度上半期の毎週木・金曜日はNHKプロ野球中継のため休止していたが、2005年度と2006年度はその中継が19:30スタートに変更されたため、この2年間は上半期も月 - 金曜の放送に変更された。
ただし、一部の地域は不定期で18時からプロ野球中継を放送する場合があり、その地域は休止となる。また春季と夏季の高校野球開催期間中も中継延長などを考慮して原則として放送休止とし、18時からニュースを5分程度放送した後、「夕刊ジョッキー」として当番組出演の女性アシスタントが番組を進行し話題と音楽（日によって後半のインタビューのアンコールも）を放送する場合もあった。
NHKラジオ第1の17年ぶりの大改編により2008年3月をもって番組が終了。16年の放送に幕を閉じ、4月（厳密には3月31日）からは、時間を17時からに拡大した上で、ニュースに対するリスナーからの投稿も交えて番組を進めるスタイルの報道番組『私も一言!夕方ニュース』にリニューアルされた。

## 番組構成
- 18:00 放送開始・番組内容の紹介・今日のニュース
- 18:10 ニュース解説
- 18:26 音楽（交通情報）、列島便り（地域の話題）
- 18:30 各ゲストとの対談

岡部が編集長を担当する場合、放送終了前に2、3分ほど海外の話題が入る。

## 終了時点の編集長
- 岡部徹
- 嶋津八生
- 田中和夫
- 飯野奈津子
- 谷田部雅嗣
- 五十嵐公利
- 平石富男
- 山本浩

## 編集長の経験のある解説委員
- 大島春行
- 早川信夫
- 南直樹
- 平石富男

## 終了時点のアシスタント
- 中野由貴
- 川村尚代

アシスタントは隔週で登場

## 過去のアシスタント
- 岩井理江